# Prinoth (Unternehmen)
Die Prinoth AG ist ein italienischer Hersteller von Pistenfahrzeugen und Ketten-Nutzfahrzeugen. Der Hauptsitz des Unternehmens befindet sich in Sterzing, Südtirol. Prinoth ist mit seiner Fahrzeugflotte sowohl in der Pistenpräparierung als auch mit Nutzfahrzeugen für Vegetations- und Biomassemanagement tätig.

## Geschichte
Das zur Leitner-Gruppe gehörende Unternehmen entstand 1951, als der Rennfahrer und Konstrukteur Ernst Prinoth das Mutterhaus des heutigen Unternehmens, eine Autowerkstatt, eröffnete.
Prinoth startete 1960 mit Experimenten für Pistenfahrzeuge. 1964 entstand als erstes Überschneefahrzeug die Pistenpräpariermaschine „P15“. 1970 wurde die Pistenpräparation der Ski-WM in Gröden mit Fahrzeugen von Prinoth durchgeführt. 2000 erfolgte eine Fusion der jeweiligen Pistenfahrzeugbereiche von Leitner und Prinoth.
2005 wurde die Übernahme des Bereichs Pistenfahrzeuge von Camoplast (ehemals Bombardier) vollzogen. 2009 folgte eine Übernahme der Sparte Ketten-Nutzfahrzeuge Bombardier und Gründung des Headquarters Prinoth LLC Canada. Im selben Jahre war Eröffnung der Prinoth GmbH in Telfs, Österreich. 2011 wurde die Mehrheit an AHWI Maschinenbau übernommen. Seit November 2014 gehört auch das schwedische Unternehmen Släpliftprodukter AB, die Raupenketten für Pistenfahrzeuge herstellen, zur Prinoth AG.

## Produkte
- Pistenfahrzeuge
- Ketten-Nutzfahrzeuge

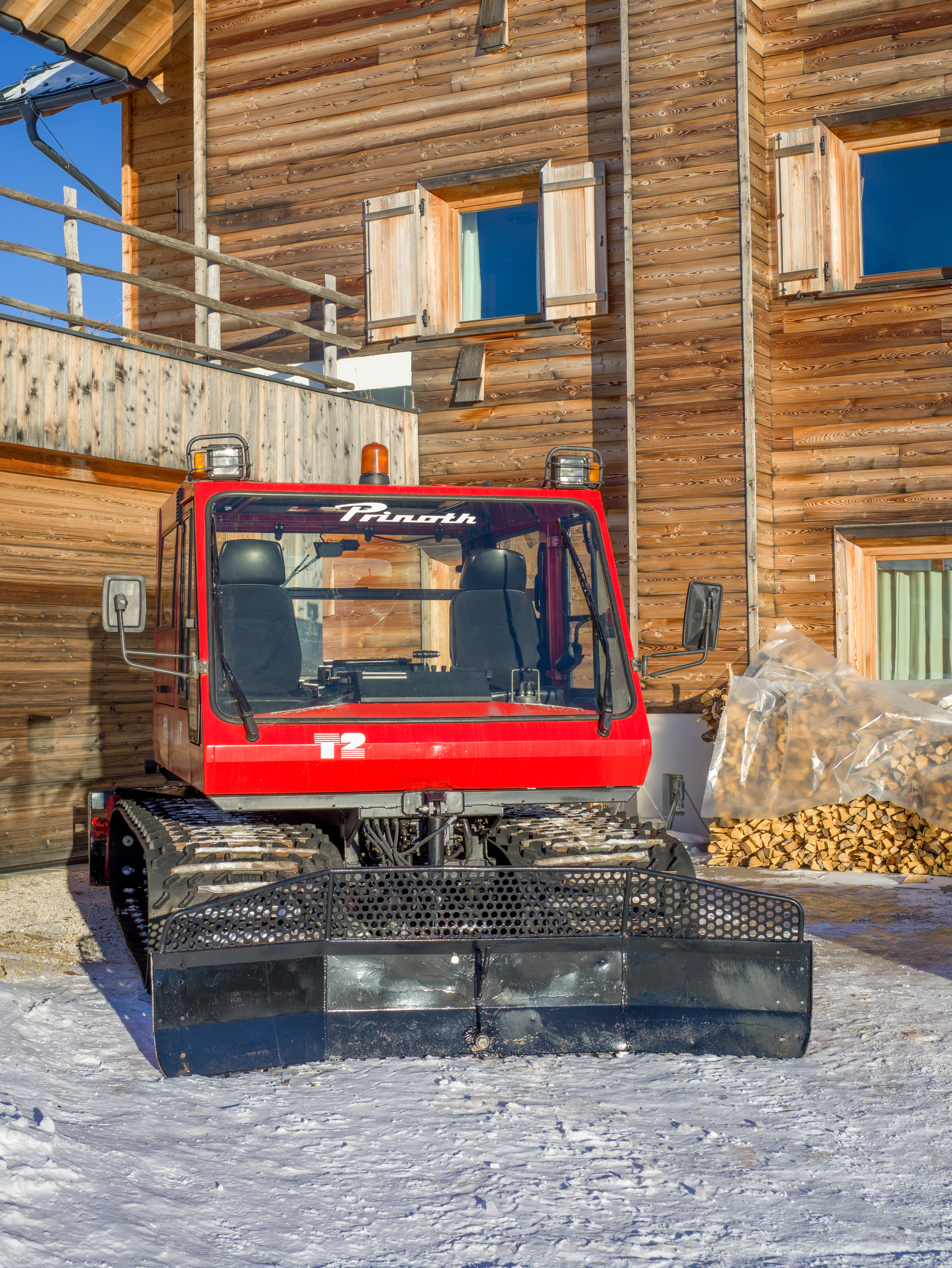
Pistenraupe Modell Prinoth T2

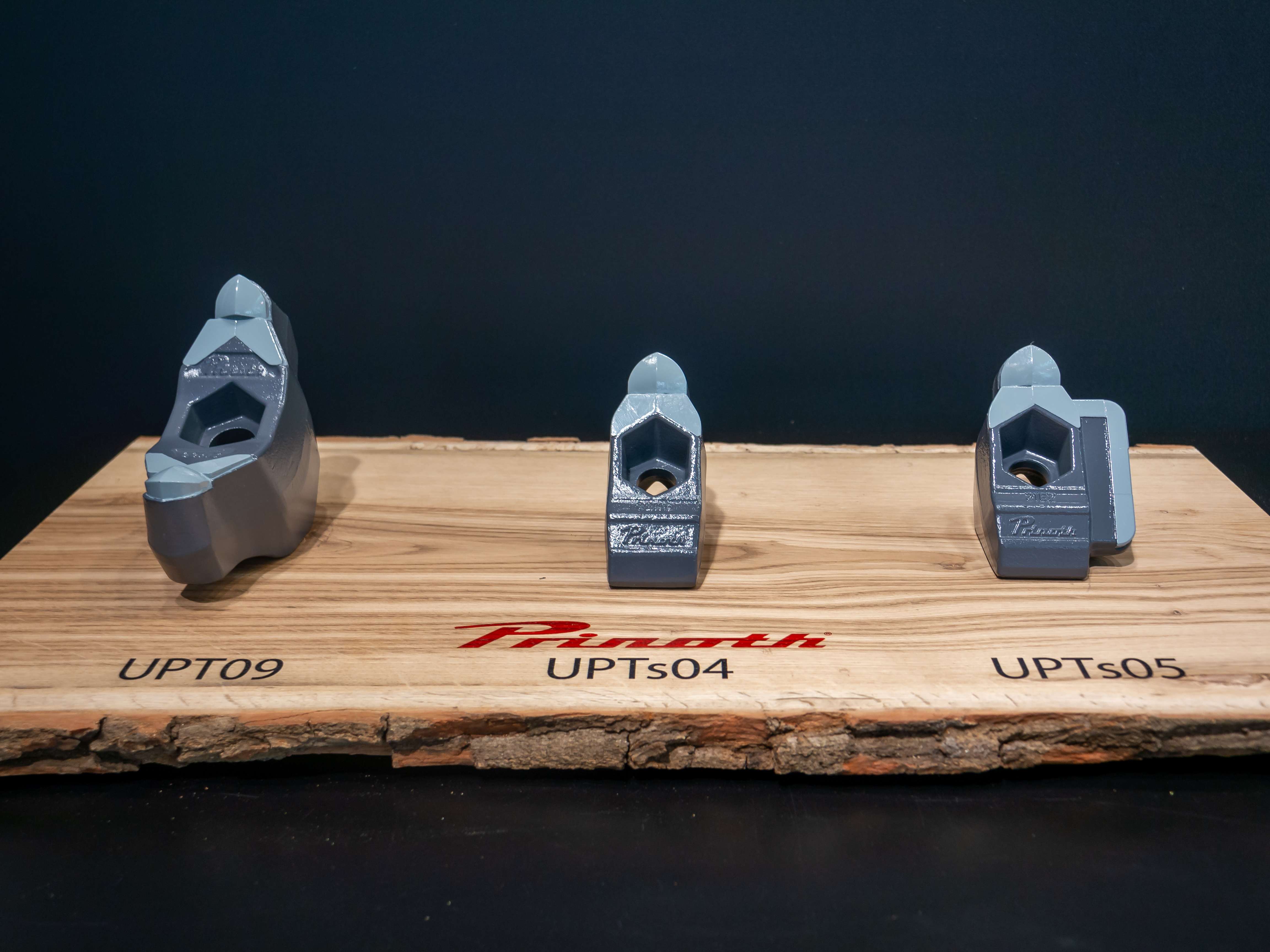
Verschiedene Mulcher-Schneidezähne von Prinoth

- Mulchfahrzeuge zur Bewirtschaftung von Vegetationsflächen